# Горит ли Париж?
«Горит ли Париж?» (фр. Paris brûle-t-il?, англ. Is Paris Burning?) — франко-американский военный фильм 1966 года о Второй мировой войне режиссёра Рене Клемана, собравшего для его съёмок актёрский состав из наиболее популярных актёров мирового кинематографа того времени. Сценарий фильма основан на одноимённой книге Доминика Лапьера и Ларри Коллинза об освобождении столицы Франции в августе 1944 года от немецкой оккупации.
Фильм стал номинантом премии «Оскар» 1967 года за лучшую работу художника-постановщика и лучшую операторскую работу. Композитор Морис Жарр в том же году номинировался на премию «Золотой глобус» за лучшую музыку к фильму.

## Сюжет
В начале августа 1944 года в своей ставке «Волчье логово» Адольф Гитлер поручает генералу Дитриху фон Хольтицу командование Большим Парижем и требует от него оборонять город до последнего солдата либо взорвать его.
В Париже лидеры движения Сопротивления ожидают ввода в Париж союзнических войск, но союзники приняли решение обойти город слева и двигаться напрямую к германской границе. В парижском движении Сопротивлении нет единства в отношении необходимости самостоятельных действий по освобождению Парижа от нацистских оккупантов, взявшись за оружие и подняв народное восстание. Коммунисты под руководством Анри Роль-Танги и голлисты во главе с Жаком Шабаном-Дельмасом внимательно наблюдают за действиями друг друга, чтобы возглавить освобождение Парижа и тем самым получить политические дивиденды после войны.
Прибыв в Париж, Хольтиц работает над планом обороны города и для этого запрашивает подкрепление из Дании и тяжёлую военную технику. Он отдаёт приказ капитану Эбернаху подготовить к взрыву крупные сооружения и памятники культуры Парижа до поступления письменного приказа об их уничтожении. При посредничестве консула Швеции Рауля Нордлинга Хольтиц соглашается передать политзаключённых Красному Кресту, но тем не менее большую их часть войска СС успевают отправить в концентрационный лагерь Бухенвальд. Параллельно группа патриотически настроенных молодых парижан по собственной инициативе пытается достать оружие, чтобы участвовать в освобождении города, но оказывается в ловушке, подготовленной агентом гестапо «капитаном Сержем». Группа расстреляна в Булонском лесу.
Чтобы опередить коммунистов, расклеивающих по городу плакаты с призывом к восстанию, голлисты захватывают управление парижской полиции и в свою очередь заявляют о начале операции по освобождению города. Происходят первые столкновения с ничего не подозревающими немецкими солдатами, которым несмотря на нанесённые ощутимые потери не удаётся сломить сопротивление восставших. Обе стороны конфликта пытаются выиграть время, и Нордлинг в качестве посредника договаривается о перемирии. На встрече национального комитета Сопротивления коммунистам, имеющим большинство голосов, удаётся протолкнуть решение о необходимости прекращении перемирия.
В этих условиях Роль-Танги принимает решение напрямую связаться с союзническим командованием. Только оно в силах предотвратить поражение плохо вооружённых участников движения Сопротивления и освободить Париж. Окольными путями с опасностью для жизни соратнику Роля майору Галуа удаётся перейти линию фронта и добраться в штаб генерала Паттона. Галуа убеждает союзническое командование направить 2-ю танковую дивизию генерала Леклерка в наступление на Париж.
Французские и американские войска успевают добраться до Парижа вовремя, чтобы спасти оказавшихся в тяжёлом положении участников Сопротивления и освободить город. Хольтиц оттягивает выполнение приказов уничтожить заминированный город (в одном из эпизодов, когда к нему прибывают двое офицеров СС, он ожидает ареста, но оказывается, что те прибыли по приказу Гиммлера увезти из Лувра гобелен из Байё). Осознавая безвыходность своего положения, он вопреки приказу Гитлера сдаёт город союзникам.
«Горит ли Париж?» — продолжают запрашивать информацию о ситуации в Париже в ставке германского командования. Этот вопрос звучит из брошенной трубки телефона в кабинете сдавшегося союзникам командующего Большим Парижем Дитриха фон Хольтица на фоне всеобщего ликования по поводу освобождения французской столицы.

## В ролях
- Жан-Поль Бельмондо — Пьерлот (Ив Моранда)
- Шарль Буайе — доктор Моно
- Лесли Карон — Франсуа Лабе
- Жан-Пьер Кассель — лейтенант Анри Каршер
- Бруно Кремер — полковник Анри Роль-Танги
- Клод Дофен — полковник Лебель
- Ален Делон — Жак Шабан-Дельмас
- Кирк Дуглас — генерал Джордж С. Паттон
- Пьер Дюкс — Сера (Александр Пароди)
- Гленн Форд — генерал Омар Н. Брэдли
- Билли Фрик — Адольф Гитлер
- Герт Фрёбе — генерал Дитрих фон Хольтиц
- Эрнст Фриц Фюрбрингер — генерал Ганс фон Бойнебург-Ленгсфельд
- Конрад Георг — генерал-фельдмаршал Вальтер Модель
- Иоахим Ханзен — комендант тюрьмы Френ
- Гюнтер Майснер — комендант СС в Пантене
- Ханнес Мессемер — генерал-полковник Альфред Йодль
- Гарри Майен — лейтенант фон Арним
- Ив Монтан — сержант Марсель Бизьен
- Мишель Пикколи — Эдгар Пизани
- Саша Питоефф — Фредерик Жолио-Кюри
- Энтони Перкинс — сержант Уоррен
- Вольфганг Прайс — капитан фон Эбернах
- Клод Риш — генерал Леклерк
- Серж Руссо — полковник Фабьен
- Симона Синьоре — хозяйка бистро
- Роберт Стэк — генерал Сибер
- Жан-Луи Трентиньян — капитан Серж
- Пьер Ванек — майор Галуа
- Мари Версини — Клэр Моранда
- Орсон Уэллс — консул Швеции Рауль Нордлинг
- Пeтер Якоб — генерал Бургдорф
- Патрик Девер — молодой участник движения Сопротивления
- Сюзи Дeлер — парижанка
- Э. Г. Маршалл — офицер разведки Пауэлл (в титрах не указан)
- Колетт Броссе — эпизод (в титрах не указана)